# Paweł Kukiz-Szczuciński
Paweł Wiktor Kukiz-Szczuciński (ur. 17 kwietnia 1973) – polski lekarz, specjalista psychiatra, pediatra, absolwent II Liceum Ogólnokształcącego im. Stefana Batorego w Warszawie oraz Warszawskiego Uniwersytetu Medycznego. Lekarz Zespołu Ratunkowego Polskiego Centrum Pomocy Międzynarodowej. 
Uczestnik medycznych misji humanitarnych, w tym Wojskowo-Cywilnej Misji Medycznej w Lombardii w 2020 roku na początku epidemii COVID-19, za udział w której został odznaczony przez Prezydenta Rzeczypospolitej Polskiej Andrzeja Dudę Krzyżem Zasługi za Dzielność. Wiceprezes zarządu Fundacji Heleny Pyz – „Świt Życia” zajmującej się wspieraniem osób dotkniętych trądem w Indiach. W 2018 roku był kandydatem na urząd Rzecznika Praw Dziecka. W głosowaniu w Sejmie otrzymał 171 głosów, nie uzyskał poparcia ówczesnej koalicji rządzącej i nie został wybrany.
Od 28 lutego 2022 roku jest koordynatorem ewakuacji dzieci chorych na nowotwory z terenów objętych działaniami wojennymi na Ukrainie. Laureat Nagrody Zaufania „Złoty OTIS” w kategorii Semper Idem (maj 2022).
W lutym 2025 po raz drugi otrzymał Krzyż Zasługi za Dzielność.